# Kaulon

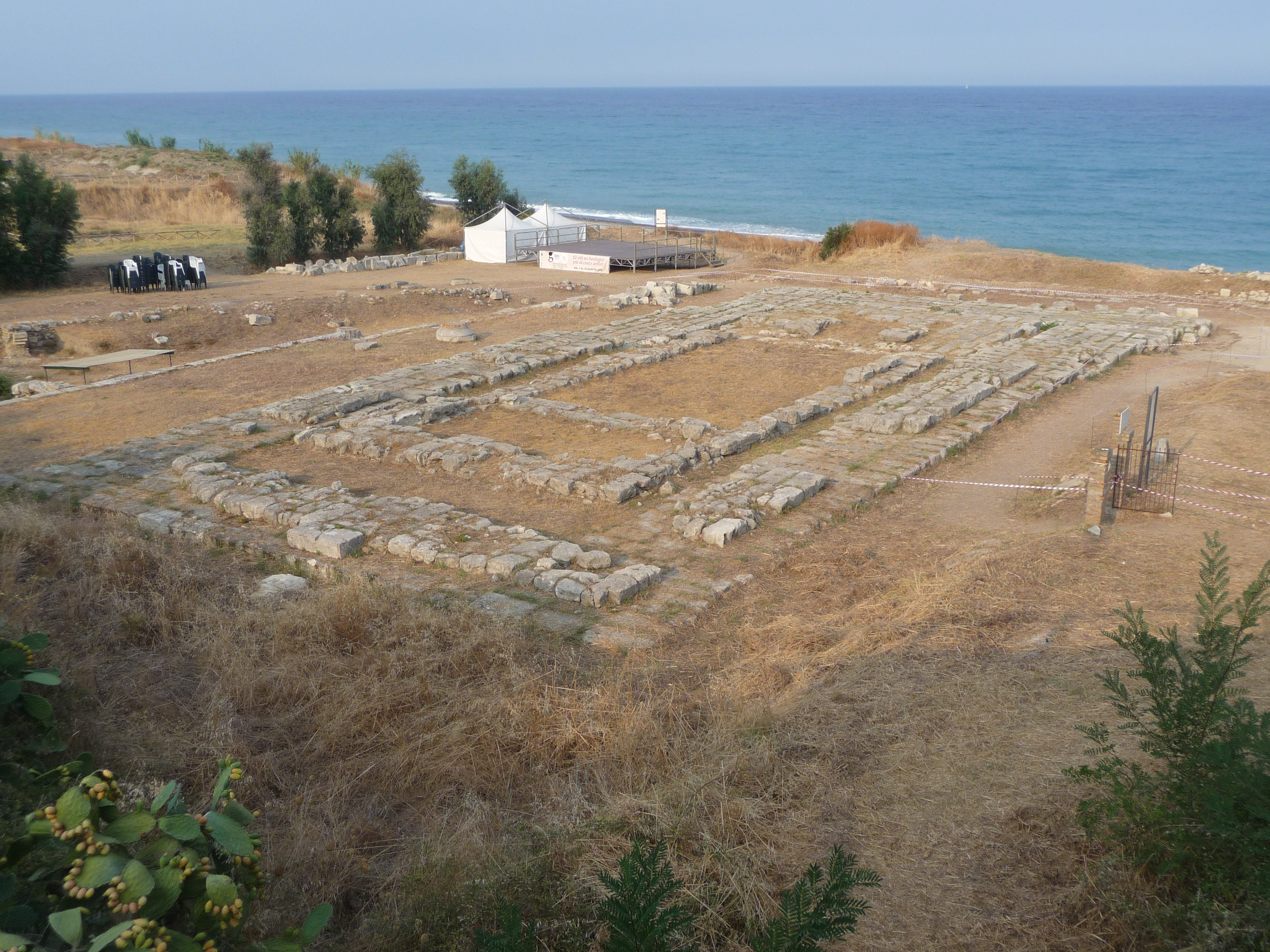
Ruiner efter templet i Kaulon

Kaulon (även Kaulonia) var en koloni i Magna Graecia. Ruinerna efter staden återfinns vid Punta Stilo i kommunen Monasterace i provinsen Reggio Calabria. Kolonins ursprung är oklar: vissa hävdar att kolonin kom från Kroton, andra från Achaia. Namnet på staden lär ha kommit från Caulo, hjälten från det trojanska kriget.
Kaulon gränsade i söder till floden Sagra, vid vars strand slaget vid Sagra stod på femhundratalet f.Kr. Staden besegrades av lukaner och Dionysios d.ä. 289 f.Kr. Invånarna deporterades till Syrakusa (Dionysios stad) och territoriet tillföll staden Locri Epizefiri som var allierade med Dionysios d.ä. Dionysios d.y. återuppbyggde Kaulon varpå kolonin föll offer för Hannibal i andra puniska kriget. Kaulon blev slutgiltigt förstört av den romerske fältherren Quintus Fabius Maximus år 205 e.Kr.